# Andé
Andé – miejscowość i gmina we Francji, w regionie Normandia, w departamencie Eure. Przez miejscowość przepływa Sekwana. 
Według danych na rok 1990 gminę zamieszkiwało 966 osób, a w 1999 roku 996 osób, a gęstość zaludnienia w 1990 wynosiła 182 osoby/km² (wśród 1421 gmin Górnej Normandii Andé plasuje się na 248. miejscu pod względem liczby ludności, natomiast pod względem powierzchni na miejscu 665).